# Войнягово
Войнягово (болг. Войнягово) — село в Болгарии. Находится в Пловдивской области, входит в общину Карлово. Население составляет 1 205 человек.

## Политическая ситуация
В местном кметстве Войнягово, в состав которого входит Войнягово, должность кмета (старосты) исполняет Петко Иванов Прымов (Болгарская социал-демократия (БСД)) по результатам выборов.
Кмет (мэр) общины Карлово — Найден Христов Найденов (коалиция партий:Болгарская социалистическая партия (БСП), Земледельческий союз Александра Стамболийского (ЗСАС), Болгарская социал-демократия, Движение за социальный гуманизм (ДСХ), политический клуб «Экогласность», политический клуб «Фракия») по результатам выборов.

## Люди, связанные с селом
В 1864—1866 в Войнягово работал учителем национальный герой Болгарии Васил Левский.